# Chantemerle (Marne)
Chantemerle és un municipi francès, situat al departament del Marne i a la regió del Gran Est. L'any 2007 tenia 58 habitants.

## Demografia

### Població
El 2007 la població de fet de Chantemerle era de 58 persones. Hi havia 24 famílies, de les quals 5 eren unipersonals (5 dones vivint soles i 5 dones vivint soles), 9 parelles sense fills, 5 parelles amb fills i 5 famílies monoparentals amb fills.
La població ha evolucionat segons el següent gràfic:
Habitants censats

### Habitatges
El 2007 hi havia 35 habitatges, 23 eren l'habitatge principal de la família, 8 eren segones residències i 4 estaven desocupats. 34 eren cases i 1 era un apartament. Dels 23 habitatges principals, 20 estaven ocupats pels seus propietaris, 1 estava llogat i ocupat pels llogaters i 1 estava cedit a títol gratuït; 1 tenia una cambra, 1 en tenia dues, 1 en tenia tres, 10 en tenien quatre i 9 en tenien cinc o més. 18 habitatges disposaven pel capbaix d'una plaça de pàrquing. A 7 habitatges hi havia un automòbil i a 12 n'hi havia dos o més.

### Piràmide de població
La piràmide de població per edats i sexe el 2009 era:
| Homes | Edats   | Dones |
| ----- | ------- | ----- |
| 0     | 95 o +  | 4     |
| 0     | 90 a 94 | 0     |
| 0     | 85 a 89 | 0     |
| 0     | 80 a 84 | 0     |
| 0     | 75 a 79 | 0     |
| 0     | 70 a 74 | 0     |
| 4     | 65 a 69 | 4     |
| 0     | 60 a 64 | 0     |
| 0     | 55 a 59 | 0     |
| 0     | 50 a 54 | 0     |
| 0     | 45 a 49 | 0     |
| 0     | 40 a 44 | 0     |
| 4     | 35 a 39 | 0     |
| 0     | 30 a 34 | 4     |
| 4     | 25 a 29 | 4     |
| 0     | 20 a 24 | 0     |
| 0     | 15 a 19 | 0     |
| 0     | 10 a 14 | 0     |
| 0     | 5 a 9   | 0     |
| 4     | 0 a 4   | 0     |

## Economia
El 2007 la població en edat de treballar era de 31 persones, 27 eren actives i 4 eren inactives. De les 27 persones actives 25 estaven ocupades (10 homes i 15 dones) i 2 estaven aturades (1 home i 1 dona). De les 4 persones inactives 2 estaven jubilades i 2 estaven estudiant.
Activitats econòmiques
L'únic establiment que hi havia el 2007 era d'una empresa d'informació i comunicació.
L'any 2000 a Chantemerle hi havia 14 explotacions agrícoles que ocupaven un total de 432 hectàrees.

## Poblacions més properes
El següent diagrama mostra les poblacions més properes.